# الإدارة الوسطى (هايتي)
الإدارة الوسطى هي واحدة من الإدارات العشر في هايتي. يبلغ عدد سكانها 746236 نسمة وذلك حسب إحصائيات سنة 2015. تبلغ مساحتها 3487.41 كم².